# Pinhead (Hellraiser)
Pinhead este un personaj fictiv din franciza Hellraiser întemeiat de autorul, regizorul și artistul vizual britanic Clive Barker. Pinhead este interpretat cel mai des de actorul britanic Doug Bradley. Personajul și-a făcut prima apariție în nuvela The Hellbound Heart a lui Clive Barker, unde nu avea un nume iar prima sa apariție ecranizată a fost în filmul Hellraiser (1987) care a fost adaptarea nuvelei. Filmul a fost scenarizat și regizat de Barker însuși. 
Pinhead este liderul unui ordin de creaturi tridimensionale foste umane numite Cenobiți care caută să tortureze suflete umane pentru experimente sado-masochiste odată ce cutia de puzzle care marchează poarta către lumea lor este deschisă.